# 소피아 야콥손
에바 소피아 야콥손(스웨덴어: Eva Sofia Jakobsson, 1990년 4월 23일 ~ )은 스웨덴의 여자 축구 선수이다. 포지션은 공격수이며, 현재 스페인 프리메라 디비시온 페메니나의 CD 타콘에서 활동하고 있다.

## 클럽 경력
2006년에 헤글룬드 IoFK에서 선수 생활을 시작했으며 2007년에 외스테르스 IF 소속으로 활동하던 동안에는 21경기에 출전하여 9골을 기록했다. 2008년부터 2011년까지 우메오 IK 소속으로 활동했고 2008 시즌에서는 우메오 IK의 다말스벤스칸 우승, 여자 스벤스카 수페르쿠펜 우승에 기여했다.
2011년부터 2013년까지 러시아의 여자 축구 클럽인 WFC 로시얀카 소속으로 활약했으며 2013년에는 잉글랜드의 여자 축구 클럽인 첼시 소속으로 활동했다. 2013-14 시즌에서는 독일 프라우엔-분데스리가에 승격되었던 여자 축구 클럽인 BV 클로펜부르크로 이적했지만 클로펜부르크가 하위 리그로 강등되면서 시즌 종료와 함께 팀을 떠나게 된다.
2014년 7월에는 프랑스 디비지옹 1 페미닌 소속 여자 축구 클럽인 몽펠리에 HSC로 이적했고 2019년 7월에는 스웨덴 여자 축구 국가대표팀 동료였던 코소바레 아슬라니와 함께 스페인 프리메라 디비시온 페메니나 소속 여자 축구 클럽인 CD 타콘으로 이적했다.

## 국가대표 경력
독일에서 개최된 2010년 FIFA U-20 여자 월드컵에서 스웨덴의 8강전 진출에 기여했으며 조선민주주의인민공화국과의 조별 예선 경기에서는 1골을 기록했다. 2011년 5월 17일에 열린 잉글랜드와의 친선 경기에 처음 출전하면서 스웨덴 여자 축구 국가대표팀 선수로 데뷔했는데 스웨덴은 잉글랜드에 0-2로 패배했다.
독일에서 개최된 2011년 FIFA 여자 월드컵에서는 콜롬비아와의 조별 예선 경기, 일본과의 준결승전 경기에서 교체 출전했으며 스웨덴은 해당 대회에서 3위를 차지했다. 2012년 런던 하계 올림픽에서는 스웨덴의 8강전 진출에 기여했고 스웨덴에서 개최된 UEFA 여자 유로 2013에서는 스웨덴의 준결승전 진출에 기여했다.
2015년 알가르브컵에서는 4골을 기록하면서 해당 대회의 득점왕에 오르는 영예를 안았으며 캐나다에서 개최된 2015년 FIFA 여자 월드컵에서는 스웨덴의 16강전 진출을 경험했다. 2016년 리우데자네이루 하계 올림픽에서는 스웨덴의 여자 축구 은메달에 기여했다. 2017년 1월에는 몽펠리에 훈련 캠프에 참여하던 도중에 십자 인대 부상을 당했고 네덜란드에서 개최된 UEFA 여자 유로 2017에 참가하지 못했다.
2019년 4월에 열린 오스트리아와의 친선 경기에 출전하여 A매치 100경기 출전 기록을 수립했고 해당 경기에서 1골을 기록하면서 스웨덴의 2-0 승리에 기여했다. 프랑스에서 개최된 2019년 FIFA 여자 월드컵에서는 독일과의 8강전 경기에서 1골을 기록하면서 스웨덴의 준결승전 진출에 기여했다.

## 수상

### 클럽
우메오 IK
- 다말스벤스칸 1회 우승 (2008)
- 여자 스벤스카 수페르쿠펜 1회 우승 (2008)

WFC 로시얀카
- 쳄피오나트 로시 포 푸트볼루 스레디 젠신 1회 우승 (2011-12)

### 국가대표
- 2016년 리우데자네이루 하계 올림픽 여자 축구 은메달
- 2019년 FIFA 여자 월드컵 3위

## 같이 보기
- FA 여자 슈퍼리그의 외국인 선수 명단